# Kemoluminiscencija
Kemoluminiscencija, kemijska luminiscencija ili kemiluminiscencija je vrsta luminiscencije koja nastaje u vezi s kemijskim promjenama u nekim kemijskim tvarima (na primjer oksidacijom fosfora). Pri kemijskoj luminescenciji emitira se energija oslobođena pri nekim egzotermnim kemijskim reakcijama. Te su kemijske reakcije obično oksidacije, pa se tako kemijska luminescencija događa na isti način kao i luminescencija anorganskog kemijskog elementa fosfora kada se on promatra na vlažnom zraku. Prvi put je to primijećeno 1699.

## Luminiscencija
Luminiscencija (engl. luminescence: svijetljenje, svjetlucanje) je emisija elektromagnetskoga zračenja (pretežito svjetlosti, ali i ultraljubičastog i infracrvenoga zračenja) koje nije pobuđeno toplinskim (termičkim) procesom i povišenom temperaturom tvari, nego je posljedica primanja energije u nekom drugom obliku. Po tome se razlikuje više oblika luminiscencije: bioluminiscencija, elektroluminiscencija, radioluminiscencija (posljedica djelovanja ionizirajućega zračenja), triboluminiscencija (nastaje prilikom lomljenja nekih kristala), luminiscencija trenja, kemijska luminiscencija ili kemiluminiscencija (nastaje u vezi s kemijskim promjenama u nekim tvarima), kristaloluminiscencija (nastupa kod kristalizacije nekih tvari), termoluminiscencija (nastaje zagrijavanjem nekih tvari, ali samo ako su prije toga bile izložene nekomu zračenju, na primjer ionizirajućemu zračenju), fotoluminiscencija (posljedica obasjavanja određenih tvari svjetlošću svih valnih duljina). Tvar luminiscira kada se primanjem energije jednim od navedenih načina elektroni u atomu prvo pobude u više energetsko stanje, a zatim se emisijom dijela ili ukupne primljene energije u obliku zračenja vraćaju u osnovno stanje. Ako se luminiscencija pojavljuje za vrijeme trajanja pobude ili najviše 10–8 sekundi nakon toga, riječ je o fluorescenciji, a opaža li se luminiscencija i pošto pobuda prestane, govori se o fosforescenciji.
Luminiscencija je bila podvrgnuta mnogim pokusima i teoretskim istraživanjima, a tek je kvantna mehanika uspjela riješiti osnovna pitanja u vezi s tom pojavom. Spektar luminiscentnoga zračenja svojstven je za svaku pojedinu tvar, pa se može vrlo uspješno iskoristiti da se odredi prisutnost neke tvari u uzorku. Time se bavi luminiscentna analiza; ona se na primjer upotrebljava i pri određivanju pojedinih vrsta dragoga kamenja. Luminiscencija se primjenjuje u različitim izvorima svjetlosti, najviše za fluorescentnu rasvjetu. Kod te vrste rasvjete primarnu ulogu ima elektroluminiscencija, iako se uz nju rabi i fotoluminiscencija. Ekonomičnija je od obične, toplinske električne rasvjete (električna žarulja), jer je utrošak električne energije za jednaki svjetlosni tok manji, kao i zato što se većina ultraljubičastoga, za oko nevidljivoga zračenja, fotoluminiscentnim procesom pretvara u vidljivi dio spektra. Prikladnim izborom fluorescentne tvari mogu se dobiti sve boje vidljive svjetlosti. U nekim slučajevima, na primjer pri scenskoj rasvjeti, za postizanje specijalnih učinaka (svjetleći zidovi, zavjese i slično) sve se više primjenjuje i fosforescencija.